# Şıxlar (Masallı)
Şıxlar è un comune dell'Azerbaigian situato nel distretto di Masallı.